# Белый Колодезь (Харьковская область)
Бе́лый Коло́дезь (укр. Білий Колодязь) — посёлок в Волчанском районе Харьковской области Украины. Является административным центром Белоколодезского поселкового совета, в который, кроме того, входят посёлки Волоховское и Земляной Яр.

## Географическое положение
Посёлок городского типа Белый Колодезь находится в начале балки Белый Яр, по которой протекает безымянная река и через 10 км впадает в реку Волчья. На реке несколько запруд. В 4 км находятся истоки реки Польная.
На расстоянии в 1 км расположено село Юрченково. Расстояние до районного центра, города Волчанска по шоссе — 14 км, по железной дороге — 18 км.
В посёлке есть железнодорожная станция Белый Колодезь на железнодорожной линии Белгород — Купянск, проходит автомобильная дорога Т-2104.

## Население
В январе 1989 года численность населения составляла 5108 человек.
По данным переписи 2001 года численность населения составляла 4330 человек, на 1 января 2013 года — 3988 человек.

### Языковой состав
Родной язык населения по данным переписи 2001 года:
| Язык       | Численность, чел. | Доля     |
| ---------- | ----------------- | -------- |
| Украинский | 4 211             | 97,25 %  |
| Русский    | 97                | 2,24 %   |
| Другое     | 22                | 0,51 %   |
| Итого      | 4 330             | 100,00 % |

## История

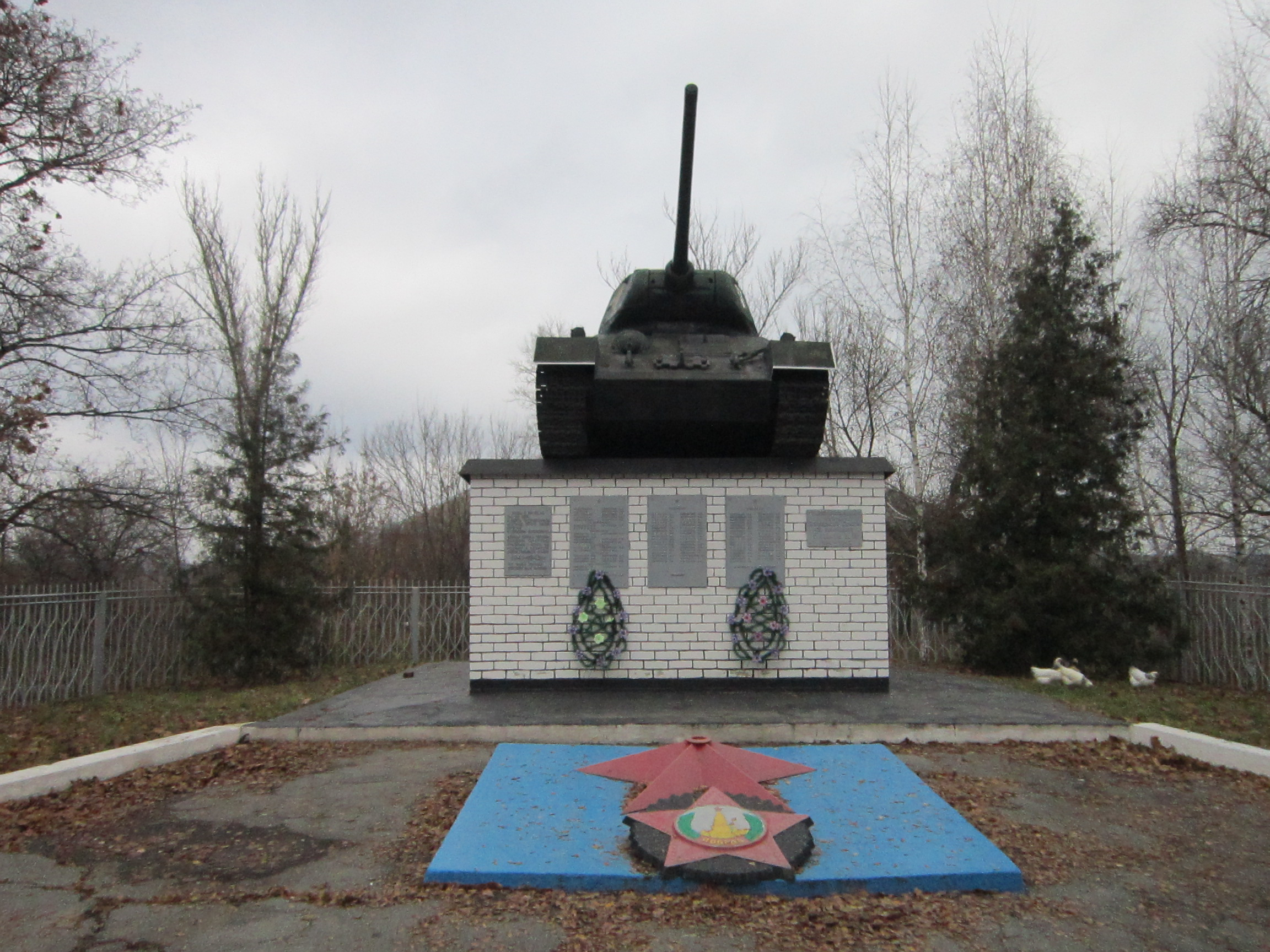
Братская могила

Слобода Белый Колодезь впервые упоминается в 1761 году.
Граф Иван Симонович Гендриков (1719—1778) поселил здесь своих крестьян и построил церковь в честь Иверской иконы Божией Матери.
С 1780 года — в составе Волчанского уезда Харьковской губернии.
В XIX веке Белый Колодезь и окружающие земли (около 12 тысяч десятин) были собственностью А. А. Скалона, а затем его внука (?) В. А. Скалона. В имении было опытное поле, метеорологическая станция, большое количество крупного рогатого скота и лошадей, овцезавод, где разводили тонкорунных овец, кирпичный завод, паровая мельница и сахарный завод, построенный около 1833 года — первый в Харьковской губернии.
К началу XX века слобода являлась административным центром Бело-Колодезской волости Волчанского уезда.
С 1923 (?) года — центр Белоколодезянского района Харьковского округа Украинской ССР.
Во время Великой Отечественной войны с 11 июня 1942 до 1943 село находилось под немецкой оккупацией.
В мае 1948 года восстановленный 1-й сахарный завод им. Петровского стал предприятием союзного значения и был передан в прямое подчинение главного управления сахаро-рафинадной промышленности Министерства пищевой промышленности СССР).
В 1956 году село получило статус посёлка городского типа.
В 1968 году население составляло 7,1 тыс. человек; крупнейшими предприятиями являлись авторемонтный завод и сахарный завод.
По состоянию на начало 1978 года здесь действовали авторемонтный завод, сахарный завод, хлебокомбинат, элеватор, цех Волчанского маслозавода, дом быта, три лечебных учреждения, клуб и три библиотеки.
После провозглашения независимости Украины посёлок оказался на границе с Россией, здесь был оборудован отдел пограничной службы «Білий Колодязь», который находится в зоне ответственности Харьковского пограничного отряда Восточного регионального управления Государственной пограничной службы Украины.
В 1993 году в посёлке ещё работали: авторемонтный завод, комбикормовый завод, маслозавод, сахарный завод с 4-мя отделениями: Белоколодезя́нским, Земля́нским, Ки́ровским и Во́лоховским; откормочный пункт, рыбхоз, сельхозхимия, топливный склад, хлебокомбинат, хлебоприемный пункт, элеватор, две средние школы и интернат.
В июле 1995 года Кабинет министров Украины утвердил решение о приватизации находившихся в посёлке сахарного завода и свеклосовхоза (в феврале 2003 года началось рассмотрение дела о банкротстве завода).
После выхода из строя теплосетей в январе 2001 года (официально получившего статус чрезвычайной ситуации) Кабинет министров Украины выделил 660 тыс. гривен на ликвидацию последствий аварии.

## Экономика
- Молочно-товарная ферма;
- Машинно-тракторные мастерские;
- ЗАО «Белоколодезянский ремонтно-механический завод» (не работает);
- Сахарный завод им. Петровского;
- Комбикормовый завод;
- Маслозавод (не работает)
- Аэродром сельхозавиации (не работает);
- «Белый Колодезь», сельскохозяйственное предприятие;
- «Белый Колодезь», свекловодческое сельскохозяйственное предприятие;
- «Деметра», фермерское хозяйство;
- элеватор;
- Хлебокомбинат (не работает).

## Объекты социальной сферы
- Школа.
- Дом культуры.
- Спортивная площадка.
- Пионерский лагерь (не работает).
- Детская и юношеская библиотека.

## Достопримечательности
- Братская могила советских воинов.

## Религия
Церковь Иверской иконы Божией Матери. Сохранились метрические книги с 1800 года.

## Известные люди
- Блинов, Никита Павлович (1914—1942) — Герой Советского Союза, похоронен в посёлке Белый Колодезь.
- Веретенченко, Алексей Андреевич (1918—1993) — украинский поэт, переводчик, журналист.
- Кравченко, Александр Иванович (1906—1987) — Герой Советского Союза.
- Токаренко, Михаил Кузьмич (1919—1984) — Герой Советского Союза, родился в селе Белый Колодезь.
- Яковлев, Василий Данилович (1909—1980) — советский военачальник, вице-адмирал, родился в селе Белый Колодезь.

## Экология
- Большая стихийная свалка площадью около 3 га.